# North Point (tunnelbanestation)
North Point är en tunnelbanestation i Hongkongs tunnelbanenät, belägen i North Point, Östra Hongkongön i Hongkong.

## Linjer
Stationen är Tseung Kwan O-linjens slutstation. Stationen trafikeras av både Island Line och Tseung Kwan O-linjen (före 2002 Kwun Tong-linjen) och ligger mellan stationerna Quarry Bay och Fortress Hill. 

## Stationsstruktur
| L2 | Spår Island Line till Sheung Wan Sidoperrong (Dörrer öppnar på vänstern) |
| L3 | Spår Island Line till Chai Wan Sidoperrong (Dörrer öppnar på högern)     |

| L2 | Spår Island Line till Kennedy Town Mittperrong (Dörrer öppnar på vänstern för spår 2 och på högern för spår 3) Spår Kwun Tong-linjen (Slutstation) |
| L3 | Spår Island Line till Chai Wan Mittperrong (Dörrer öppnar på vänstern för spår 4 och på högern för spår 1) Spår Kwun Tong-linjen till Yau Ma Tei   |

| L2 | Spår Island Line till Sheung Wan Mittperrong (Dörrer öppnar på vänstern för spår 2 och på högern för spår 4) Spår Tseung Kwan O-linjen (Slutstation) |
| L3 | Spår Island Line till Chai Wan Mittperrong (Dörrer öppnar på vänstern för spår 3 och på högern för spår 1) Spår Tseung Kwan O-linjen till Po Lam     |

| L2 | Spår Island Line till Sheung Wan Mittperrong (Dörrer öppnar på vänstern för spår 2 och på högern för spår 4) Spår Tseung Kwan O-linjen (Slutstation)        |
| L3 | Spår Island Line till Chai Wan Mittperrong (Dörrer öppnar på vänstern för spår 3 och på högern för spår 1) Spår Tseung Kwan O-linjen till Po Lam/LOHAS Park |

### 2014-
| L1 | Entréhall, affärer, utgångar |
| L2 | Spår Island Line till Kennedy Town Mittperrong (Dörrer öppnar på vänstern för spår 2 och på högern för spår 4) Spår Tseung Kwan O-linjen (Slutstation)      |
| L3 | Spår Island Line till Chai Wan Mittperrong (Dörrer öppnar på vänstern för spår 3 och på högern för spår 1) Spår Tseung Kwan O-linjen till Po Lam/LOHAS Park |

## Föregående och efterföljande stationer
```
Tseung Kwan O-linjen: 
North Point
 → 
Quarry Bay
 → 
Yau Tong
```

```
Island Line: 
Fortress Hill
 → 
North Point
 → 
Quarry Bay
```

## Utgångar
| Kod | Destination |
| --- | ----------- |
| A   | Java Road   |
| B   | King's Road |